# Zbojnícky potok (dopływ Hnilca)
Zbojnícky potok – potok, lewy dopływ rzeki Hnilec na Słowacji. Jest ciekiem 6 rzędu. Wypływa na wysokości około 1060 m na północnych zboczach szczytu  Gregová w Niżnych Tatrach. Posiada dłuższy i wyżej wypływający dopływ (na wysokości około 1200 m na wschodnich zboczach Kráľovej hoľi). Obydwa źródłowe cieki łączą się z sobą na wysokości około 940 m. Od tego miejsca Zbojnícky potok spływa jednym korytem we wschodnim kierunku i wkrótce na wysokości około 920 m uchodzi do Hnilca.
Zlewnia Zbójnickiego Potoku to tereny częściowo porośnięte lasem, częściowo bezleśne (polany i wiatrołomy). W całości znajduje się w obrębie Parku Narodowego Niżne Tatry.